# Ваља Маре (Ваља Маре, Валча)
Ваља Маре (рум. Valea Mare) насеље је у Румунији у округу Валча у општини Ваља Маре. Oпштина се налази на надморској висини од 230 m.

## Становништво
Према подацима из 2002. године у насељу је живело 3211 становника, од којих су сви румунске националности.

### Хронологија
| Година       | 1992 | 1993 | 1994 | 1995 | 1996 | 1997 | 1998 | 1999 | 2000 | 2001 | 2002 | 2003 | 2004 | 2005 | 2006 | 2007 | 2008 | 2009 | 2010 | 2011 | 2012 | 2013 | 2014 | 2015 | 2016 | 2017 |
| ------------ | ---- | ---- | ---- | ---- | ---- | ---- | ---- | ---- | ---- | ---- | ---- | ---- | ---- | ---- | ---- | ---- | ---- | ---- | ---- | ---- | ---- | ---- | ---- | ---- | ---- | ---- |
| Становништво | 3492 | 3423 | 3366 | 3330 | 3249 | 3164 | 3177 | 3158 | 3129 | 3101 | 3046 | 3047 | 3016 | 2995 | 2973 | 2940 | 2898 | 2857 | 2818 | 2772 | 2734 | 2708 | 2661 | 2618 | 2570 | 2509 |